# 강수차
강수차(姜修次, 일본 이름; 다케다 세이지(竹田青嗣/たけだ せいじ), 1947년 10월 29일~)는 대한민국의 철학자, 문예 평론가이다.
재일 한국인이며, 평소에 쓰는 한국 이름은 강수차이지만, 호적상의 이름은 강정수(姜正秀)이다. 다케다 세이지(竹田青嗣)라는 이름은 다자이 오사무의 소설 "죽청"에서 따온 이름으로 별명, 필명일뿐 정식 일본 이름은 아니다.
와세다 대학교 정치 경제학부를 졸업했고 메이지 학원 대학교 국제 학부 교수를 거치고, 현재는 와세다 대학교에서 국제 교양 학부 교수로 재직하고 있다.
독학으로 철학, 현대 사상을 배웠고, 특히 에드문트 후설의 현상학에 관심이 있다.